# Kikihia muta
Kikihia muta är en insektsart som först beskrevs av Fabricius 1775.  Kikihia muta ingår i släktet Kikihia och familjen cikador. Inga underarter finns listade i Catalogue of Life.